# スピン・シティ
『スピン・シティ』（Spin City）は、1996年から2002年にかけてアメリカのABCテレビで放送されたシリーズドラマで、ニューヨークの市庁舎を主な舞台としたシチュエーション・コメディである。主演はマイケル・J・フォックス、後にチャーリー・シーン。
制作総指揮は、人気コメディドラマファミリー・タイズのプロデューサーであったゲイリー・デイヴィッド・ゴールドバーグと、同じく人気コメディドラマである『フレンズ』の脚本を手掛けるなどした経歴を持つビル・ローレンスが担当した。
マイケル・J・フォックスはこの番組でゴールデングローブ賞のテレビ主演男優賞（ミュージカル・コメディ部門）を1997年度から1999年度まで3年連続で受賞、 プライムタイム・エミー賞のコメディ部門主演男優賞を2000年度に受賞した。チャーリー・シーンもこの番組で第59回ゴールデングローブ賞テレビ主演男優賞（ミュージカル・コメディ部門）を受賞。

## 概要
ドラマの舞台は世界一の大都市・ニューヨークの市庁舎。主人公のマイク(マイケル・J・フォックス)は、市長補佐として市政運営を統括する若きエリートで、恋に仕事に大忙し。ちょっとポンコツな市長とスタッフの尻を叩きながら、次から次に巻き起こるトラブルへの対処に明け暮れる。
形式としてはシットコムと呼ばれるカテゴリに分類され、日本でも日本語吹き替え版がTBS、スーパーチャンネル(現・スーパー!ドラマTV)にて放送されていた。合計6シーズン・全145話から成っている。
マイケル・J・フォックスが第1シーズンから第4シーズン（第1話～第100話）まで主演を務め、フォックスがパーキンソン病治療のために番組を降板したあとの第5-6シーズン（第101話～第145話）はチャーリー・シーンが主演を務めた。（ただし、フォックスは降板後もエグゼクティブ・プロデューサーとして番組に参加していた。また、第124話～126話にかけての3話にはゲスト・スターとして出演している。）

## 登場人物（レギュラー）
| 役名                                  |
| 英語表記 (役者、日本語吹き替え版声優) |
| 解説                                  |

### マイケル・フラハティ
Deputy Mayor Michael Patrick "Mike" Flaherty (マイケル・J・フォックス、宮川一朗太)
主人公。ニューヨーク市長補佐。愛称はマイク。年齢約30歳。史上最年少で市長補佐となった法学部卒のエリートで、市長直属の市政運営チームをトップとして率いる。
次々に巻き起こるトラブルを手段を選ばず解決していくその辣腕ぶりには、市長およびスタッフ一同から多大な信頼が寄せられている。また、有能なだけではなく会話のウィットに富み、友情にも厚いその人柄は、皆から愛されている。
一方では子供っぽく軽薄で、口先の巧さとその場しのぎの機転だけで世渡りしている面があり、自らトラブルメーカーとなることも多々ある。女性遍歴も奔放で、シリーズ開始初期に深く理解しあっていた市庁舎担当の記者アシュリーと別れてからは、美人弁護士やスーパーモデル、美人マジシャンらと、次々に浮名を流しては別れる。

### ランドール・ウィンストン
Mayor Randall Winston Jr. (バリー・ボストウィック、篠原大作)
ニューヨーク市長。主人公マイクの直属の上司に当たる。マイクと外見、性格、年齢の全てにおいて対照的な存在。年齢約50歳、非常な長身で、お坊ちゃん育ちの無邪気な性格からお惚けを連発する、愛すべき人物。その無頓着さと子供っぽさから何かとトラブルを起こす困った政治家であり、マイクたちはいつも事態の収集に追われている。しかし、部下に全てを委ねる度量の大きさと、ここ一番で会心の逆転劇を出す嗅覚や強運、そして何よりも守ってあげたくなるような茶目っけなど、部下にとっては得難い魅力にあふれた人物である。
既婚者で娘が1人いるが、シリーズの途中で冷え切っていた妻との仲に決定的な溝が生じ、離婚する。離婚の際には100万ドルの慰謝料を取られた。また離婚後も、ヘレンから度重なる嫌がらせ（選挙で対立候補の応援をされるなど）を受けるが、恋愛ではマイクの母と関係したり、秘書のジャネルと付き合うなど、私生活を楽しんでいる。
マイクにとっては上司であると同時に父親のような存在でもあるが、マイクの母と市長が関係を持って本当に父親のようになりかけたことはショッキングな出来事であり、トラウマとして何度かネタにされている。
シリーズ途中で上院選への立候補を思い立つも断念し、代わりに3選を目指して市長選に出馬する。この上院選出馬を検討していた際に、選挙参謀として雇われたのがケイトリンである。

### ポール・ラシター
Paul Lassiter (リチャード・カインド、 塩屋浩三)
報道官。チーム随一の使えない男。巨体だが、反して人としての器が極めて小さく、会見での誤魔化しと市長へのゴマすり、それにサボりしか能がない。記者からの質問には「解りません」「不明です」を連発し、無意味なトリビアで会見の間をもたせる。常軌を逸したケチで、金銭感覚の桁が小さい方にずれており、同僚にも決しておごらず、あげくはバーでつまみを盗んだり、同僚の貯金箱を勝手に使ったりと、手癖まで悪い。
しかし、太った丸っこい巨体につぶらな瞳という、クマのような愛らしい外見に、デクノボウな鈍感さと騙されやすさが合わさった妙な魅力が、マスコットキャラとして愛されている。食いしん坊で、お菓子に目がなく、他のスタッフの分まで食べたり、くすねたりする。
そんなポールをなぜか唯一心から愛せる女性、クローディアと結婚して、チームの中では無二のの安定した幸せをゲットするが、彼女が突然修道女になる決意を固めたため、やむなく独り身に戻った。カーターの犬のラッグズを間違えて殺してしまったことがある。

### スチュアート・ボンデック
Stuart Bondek (アラン・ラック、鳥畑洋人)
市長補佐のアシスタント。変態。特に諜報戦においてマイクの片腕を務める。角刈りの細長い顔に、大きな黒縁のメガネをかけている。
厚顔無恥で、ブラックジョーク、下ネタ、セクハラ、イタズラに人生を捧げており、それでどんなに見下されても決して傷つかない。性欲旺盛で、男女関係は奔放らしくはあるが、基本的には下劣さと底の浅さが敬遠されてモテない。カーターがゲイであることに関連付けたジョークと、同僚であるニッキーやステイシーなどに対するセクハラ発言のオンパレードは、作品の基調をなしている。市庁舎内でも悪名高い。
シリアスなシーンを最後にぶち壊しにすることにかけて右にでる者はいないが、それが逆に救いをもたらしてしまう、不思議な男。

### カーター・ヘイウッド
Carter Heywood (マイケル・ボートマン、吹き替え：樫井笙人)
マイノリティ問題担当。ゲイ。洒落たスーツを着こなすスキンヘッドの黒人。市民運動家だったが、第1話で市長の失言を痛烈に非難したことでマイクに目を付けられ、敵対するよりも取り込んだほうが良いというマイクの判断でチームに迎えられた。教養が高く能弁で、同僚から良く悩み相談をもちかけられる包容力を備え、新入りにも関わらず早々にチームへ馴染んた。市長からの信頼も厚く、主人公のマイクや問題児のスチュワートにとってはかけがえの無い親友である。
文学や哲学、またオペラやバレエ、ミュージカルなどの芸術にも精通している。ただし、その教養をひけらかす薀蓄やジョークは、周りから面倒くさがられている。
ゲイであることはシリーズを通して絶え間なくジョークのネタにされている。また、ラッグズというよぼよぼの老犬を溺愛している。

### ジェームス・ホバート
James Hobert (アレクサンダー・チャップリン、浜田賢二)
スピーチライター。ウィスコンシン州出身の純朴な田舎者の青年で、スタッフの中でも一番若く、周りからは「坊や」と揶揄されている。ポールと共によくスチュアートにコケにされる。一時スピーチライターを首になり、「市長補佐補佐」なる役職に就く。後にスピーチライターに復帰。
スピーチライターとしての才能はイマイチな部分が大きいが、歌が上手い、タップダンスが踊れる、豚の操縦にかけては名人芸など、密かに多才である。
女性経験がほとんど無く、性的な関係に至っては皆無である。モテないわけでは無く、むしろ女性の方から声をかけてくるほどキュートな魅力があるが、いつも邪魔が入ったりヘマをしたりで上手く行かず、劇中では童貞キャラとして度々ネタにされている。

### ジャネル・クーパー
Janelle Cooper (ヴィクトリア・ディラード、園田恵子)
市長の秘書を務める黒人女性。登場人物の中では最も良識のある人物.
ニッキーと親友で、ここにステイシーが入って職場の3人娘を構成する。
シリーズ前半から市長と交際をはじめ、それが新たなトラブルの火種となる。

### ニッキー・フェーバー
Nikki Faber (コニー・ブリットン、唐沢潤)
会計担当の女性スタッフ。30歳前後。
結婚願望が強いが、男運が無く、焦ってダメ男と付き合ってはすぐに別れを繰り返し、良い男でも邪魔が入って絶対に上手くいかない。「ニッキーが今度はどんな男を連れてくるか」は、シリーズ構成上の柱の一つである。
古風だがグラマーな容姿に裏表のない性格、しかし服装や音楽の趣味の点でオバサン臭さを発揮する時がある。
シリーズ中盤から主人公のマイクと交際するに至って、一時はヒロインの位置にまで登りつめた。

### アシュリー・シェーファー
Ashley Schaffer (カーラ・グギノ、落合るみ)
市庁舎担当の新進気鋭の記者で、マイクおよびポールとはいわば天敵の関係にあるが、同時にマイクの恋人でもある。シリーズの序盤でマイクと同棲していた。
「恋と仕事の両立」という初期のテーマの中で重要な役割を占め、立場の違いや忙しさにめげず、マイクと何でも話し合って乗り越えていく良きパートナーだったが、第12話と第13話の間で、遠地でのキャリアを選んだとして唐突に別れた。

### ステイシー・パテルノ
Stacy Paterno (ジェニファー・エスポジート、藤井千夏)
マイクの秘書を務める若い女性。23歳。第28話からの途中参加だが、イタリア系として、白人のニッキー、黒人のジャネルと共にトリオの看板娘を結成し、掛け合いで重要な役割を果たす。
奔放な性格とナイスバディを持ち、ダンスクラブやパーティーに熱心に通うが、家はガチガチに保守的。
機転が利き、それでマイクの秘書の座を射止めたほか、ユダヤ系、プエルトリコ系など様々な人種を装うことが出来る特技や、嘘を見分ける能力を持つ。
第3シーズンからは髪をブロンドに染めた。
第4シーズンのケイトリン・ムーア参入と入れ替わりに降板した。その際は特にエピソードは設けられず、ただ空いた机だけを画面に残した。

### ラッグズ
Rags / Reginald R. Ragamuffin the Third (Wes)
小型犬。本名、レジナルド・R・ラグマフィン3世。カーターの少年時代からの愛犬であり、相当な老犬である。あまりにも長生きしているためか、その年齢については飼い主であるカーター自身も劇中で19歳、27歳、35歳などとしょっちゅう発言が変わっており、正確な把握はできていないようである。カーターは高級ドッグフードを与えたり、服を着せたり、美容院に連れて行ったりと何かとラッグズを溺愛しているが、ルームメイトであるスチュアートも含め、他人からはあまり理解されていないようである。
また、その風貌が初見の人には犬に見えないようで、しばしば他の動物と誤解され、あとで犬と知り驚かれることもしばしばある。ラッグズ自身は、これ以上長生きしてカーターに飼われ続けることに苦痛を感じているようで、早く死にたいと願いしばしば自殺を図ろうとするが、カーターなどに阻止されなかなか死ねない。
第3シーズンの初回(第49話)でカーターが職場に連れてくる。

### ケイトリン・ムーア
Caitlin Moore (ヘザー・ロックリア、幸田直子)
選挙参謀。元々は市長の上院選出馬のために雇われた。ハーバード大学出身の才色兼備の女性。自分の容姿にやや自信過剰気味なところがあるほか、音痴である。最初はマイクと仲が悪かったが、後に交際をするまでに関係が発展する。マイクが市長補佐を退任した後もしばらく付き合っていたが、その後別れてしまった。

### チャーリー・クロフォード
Deputy Mayor Charlie Crawford (チャーリー・シーン、井上和彦)
市長補佐(チャーリー・シーンのスピン・シティ-第5・第6シーズン)。マイクの後任として雇われた。かなりの女好きでプレイボーイである。かつてはワシントンD.C.でも職を得ていたが、前述の奔放な女性関係が災いして信用を失い、どうしようもなくなったところ（本人曰く“これが最後のチャンス”だという）を市長に拾われるような形で、マイクの後任として補佐職に就いた。
女好きであると同時に、かつてはギャンブルにのめり込んでいた時期があり、このギャンブル癖が核となるエピソードがある。

## その他の登場人物
カレン・パルミエリ
karen Palmieri (テイラー・スタンリー / Taylor Stanley、田村ゆかり)
市長のオフィスに来ている実習生（シリーズ序盤のみ出演）。いつでも笑っているような天真爛漫なキャラクターで、「オキドキ（Oki-Doki, OKの意）」と言うのが口癖。
ヘレン・ウィンストン
Helen Winston (デボラ・ラッシュ、野沢由香里)
ウィンストン市長の妻。市長との関係は冷え切っており、またスタッフからも“恐妻”として恐れられている。シリーズ序盤でとうとう市長との仲に溝が生じ、離婚することになる。離婚後は暴露本を出したり、市長選で対立候補を応援するCMに出演したりと、市長に対して何かと嫌がらせをする。
ローリー・パレス
Laurie Parres (ポーラ・マーシャル、日野由利加)
市長の離婚調停で妻側の代理人となった美人弁護士。マイクと恋に落ちる。
クローディア・サックス
Claudia Sacks (フェイス・プリンス)
ポールのファンクラブなるものの会長を名乗り、ポールを呼び出した女性。小学校教師。後にポールと結婚する。
ディアドレ・ウェスト
Deidre West (ベス・リトルフォード)
悪女。スチュアートの恋人として時々登場する。性倒錯者で、周りから「悪魔」と呼ばれるその暴力的な性格は、スチュアートをすら怯えさせる。
アンジー・オルドネス
Angie Ordonez (ラナ・パリラ)
新任のアシスタント。シーズン5のみ出演。

## ゲスト出演
スピン・シティにはたくさんの著名人が本人役、あるいは役者の経歴や評判を活かした役柄でゲスト出演している。以下はそのリスト。
| 役名                                             | 役者                                             | 登場回 | 解説 |
| ------------------------------------------------ | ------------------------------------------------ | ------ | --- |
| グウェン Gwen                                    | グレッチェン・モル Gretchen Mol                  | 4      | 記者。演者は、後に『セレブリティ』で注目を集める。 |
| ダン・ドナルドソン Dan Donaldson                 | ジョージ・ウェント George Wendt                  | 8      | |
| トミー・ドゥーガン                               | ウディ・ハレルソン Woody Harrelson               | 9      | 一日市長コンテストの優勝者。スタッフは子供だと思い込んでいたが、成人男性だった。 演者のウディ・ハレルソンは、父親が現実の殺し屋だったという過酷な環境から這い上がってきた人物で、本人も様々なスキャンダルを持つ。 |
| ベッキー Becky                                   | ジェニファー・ガーナー Jennifer Garner           | 10     | ジェームスの純朴な元カノ役。 |
| 市議会議員                                       | エド・コッチ Ed Koch                             | 10     | 元ニューヨーク市長。 |
| ダニエル・ブリンクマン Danielle Brinkman         | コートニー・ソーン＝スミス Courtney Thorne-Smith | 14     | マイクが大学時代のクラスメイトだった女性。失恋後の恋人候補となる。 |
| ヴェロニカ Veronica                              | キム・ディケンズ Kim Dickens                     | 16     | マイクのデート相手。 演者のキムは、後に『マーキュリー・ライジング』、『インビジブル』などに出演。 |
| スペンス Spence Kaymer                           | ルーク・ペリー Luke Perry                        | 16     | カーターの元カレで、ハンサムなゲイ。 演者のルークは、日本でもヒットしたドラマ『ビバリーヒルズ高校白書』のディラン役で有名。 |
| ロージー・オドネル Rosie O'Donnell               | ロージー・オドネル Rosie O'Donnell               | 17     | 本人役。テレビ司会者、女優。レズビアンである。 |
| パトリック・ユーイング Patrick Ewing             | パトリック・ユーイング Patrick Ewing             | 17     | 本人役。バスケットボール選手。 |
| デイヴィッド・レターマン David Letterman         | デイヴィッド・レターマン David Letterman         | 17     | 本人役。莫大な年収を誇る、全米屈指のトップタレント。コメディアン、司会者、プロデューサー。 |
| ラリー・キング Larry King                        | ラリー・キング Larry King                        | 17     | 本人役。ラジオ・テレビ司会者。 |
| ジョージ・ステファノプロス George Stephanopoulos | ジョージ・ステファノプロス George Stephanopoulos | 17     | 本人役。クリントン政権で広報担当大統領補佐官を務めた。後にテレビキャスター。 |
| サラ                                             | マーリー・マトリン                               | 20     | 聴覚障害者団体の代表。 演者のマトリンは実際に聴覚障害者で、映画初出演となった『愛は静けさの中に』によって、史上最年少でのアカデミー主演女優賞を受賞した。 |
| アイザック・ミズラヒ Isaac Mizrahi               | アイザック・ミズラヒ                             | 23     | ファッションデザイナー。カーターと付き合う。 本人役。 |
| アビー・ラシター Abby Lassiter                   | ラクエル・ウェルチ Raquel Welch                  | 26     | ポールの母。似ても似つかない美貌を誇る。 演者は「20世紀最高のグラマー」と称されたセクシー女優。 |
| ジェニファー                                     | マーラ・メープルズ                               | 28     | 市長の恋人だったがマイクに鞍替えし、二人の仲を気まずくさせる。 |
| ドリュー・ウエスト                               | ドリュー・ウエスト                               | 30     | 本人役。毒舌DJで、サイン会のバッティングをきっかけにして市長とやりあう。 |
| レジス・フィルビン                               | レジス・フィルビン Regis Philbin                 | 30     | 本人役。人気クイズ番組“Who Wants to Be a Millionaire”など、様々な番組でホストを務めるアメリカの有名なテレビ司会者。 自身が司会を務める番組に、スピン・シティのキャラクターが出演するという形で、複数回ゲスト出演している。 |
| ―                                                | キャシー・リー・グリフォード Kathie Lee Gifford  | 30     | 演者はテレビ司会者、歌手。 |
| レネ                                             | トレイシー・ポラン                               | 31     | マイクの昔の恋人で、ある年齢まで互いに独身だったら、再開して結婚しようと約束していた。 演者のトレイシーはマイケルの妻。 |
| ジーニー                                         | キム・レイヴァー                                 | 32     | アランが嘘をついて落とそうとした女性。演者は、後に『24 -TWENTY FOUR-』にレギュラー出演する。 |
| メイシー・フラハティ Macy Flaherty               | メレディス・バクスター Meredith Baxter           | 33     | マイクの母親。市長と深い仲になってしまい、息子のマイクを唖然とさせる。 演者はドラマ『ファミリー・タイズ』でもマイケルの母親役を務めた女優。 |
| アラン・ダーショウィッツ                         | アラン・ダーショウィッツ                         | 34     | 本人役。アメリカの著名な刑法学者・弁護士。ハーヴァード大学教授。 |
| メグ・ウィンストン                               | アリッサ・ミラノ (声：斎藤恵理)                  | 35     | ウィンストン市長とヘレン夫人の1人娘。 現在は大学（のちにロースクールに進学したようである）に通っており、休暇の際にたびたびニューヨークに戻ってくる。 大学に行ってからはへそピアスをしたり、タトゥーを入れたりとかなり自由奔放になったようで、 父親である市長はメグとの接し方で悩むこともある。 また、動物愛護運動などに興味を持ち、 それが原因で市長が出席した馬車免許交付イベントで大問題を引き起こしたり、 学内で知り合った男に惚れ込んでロースクールを中退すると言い出すなど、 たびたび市長やスタッフたちを困らせる。 演者のアリッサ・ミラノは子役、歌手、後にセクシー女優として有名。 |
| ドナルド・トランプ                               | ドナルド・トランプ                               | 38     | 本人役。不動産王。後の第45代アメリカ大統領。 |
| ―                                                | モス・デフ                                       | 39     | 路上でカードゲーム賭博を開帳するディーラー役で出演。演者は俳優でMC。 |
| ハイディ・クルム                                 | ハイディ・クルム                                 | 49     | 本人役。スーパーモデル。 |
| ポーラ・アブドゥル Paula Abdul                   | ポーラ・アブドゥル                               | 53     | 本人役。 |
| ネイト                                           | ルー・ダイヤモンド・フィリップス                 | 55     | マイクの幼なじみで、海軍軍人。 |
| ジェフ・ゴードン Jeffery Gordon                  | ジェフ・ゴードン Jeffery Michael "Jeff" Gordon   | 57     | 本人役。アメリカのNASCARで活躍する有名なレーシングドライバー。 |
| ジェイソン・ウィリアムズ Jayson Williams         | ジェイソン・ウィリアムズ Jayson Williams         | 57     | 本人役。バスケットボール選手。 |
| デレク・エヴァンス Derek Evans                   | フランキー・ムニッズ Frankie Muniz               | 57     | 腎臓病の子供役。 |
| ランダル・ウィンストン・シニア                   | フィリップ・ボスコ                               | 58     | 市長の父親役。 |
| ―                                                | ジョー・トーリ                                   | 58     | 「野球のことは良く分からない」と発言する視聴者役。当時のニューヨークヤンキース監督。 |
| ピート                                           | ジャスティン・セロー                             | 59     | ステイシーの恋人で議員。 |
| マリー・パテルノ                                 | プリシラ・プレスリー                             | 65     | ステイシーの美しい叔母。 演者はエルヴィス・プレスリーの元妻。 |
| オーウェン・キングストン                         | クリストファー・ロイド (声：北村弘一)            | 66     | マイクの恩師。狂信的な言動をとるようになっていてマイクを困らせた。 演者は『バック・トゥ・ザ・フューチャー』でマイケルと名コンビを組んだドク役。 |
| ビル・マー William "Bill" Maher, Jr.             | ビル・マー William "Bill" Maher, Jr.             | 67     | 本人役。テレビ司会者、コメディアン。 |
| パーカー                                         | ジョン・スチュワート Jon Stewart                 | 72     | 証券会社員。演者はマルチタレント。 |
| ロジャー・クレメンス William Roger Clemens       | ロジャー・クレメンス William Roger Clemens       | 75     | 本人役 メジャーリーグのプロ野球選手。大リーグ史上5本の指に入る投手といわれた。 |
| トム                                             | ジェフリー・ドノヴァン Jeffrey Donovan           | 78     | セラピスト。演者は後に『最後の恋のはじめ方』などに出演。 |
| アル・ダマート Al D Amato                        | アル・ダマート Al D Amato                        | 80     | 本人役。元米国上院議員。市長にアドバイスをする。 |
| リンゼイ・ショー                                 | エイミー・アーヴィング Amy Irving                | 81     | 資産家。上院議員に立候補する。演者は『キャリー』などで有名。 |
| レジス・フィルビン Regis Philbin                 | レジス・フィルビン Regis Philbin                 | 82     | 本人役。有名クイズ番組の司会者。 |
| キャサリン                                       | クリスティン・テイラー Christine Taylor          | 87     | ケイトリンの妹。マイクとデートする。演者は『ズーランダー』などで有名。 |
| ジョイ・ベハー                                   | ジョイ・ベハー Joy Behar                         | 89     | 本人役。アメリカの人気トーク番組『ザ・ビュー』の司会者。 |
| ソンドラ・スペンサー                             | アリス・ドラモンド Alice Drummond                | 90     | ニューヨーク市在住の最年長有権者。107歳。演者は『レナードの朝』などに出演。 |
| キャロル                                         | サラ・ラミレス Sara Ramírez                      | 94     | カーターがバーで口説いた女性。演者は『グレイズ・アナトミー 恋の解剖学』などで有名。 |
| パトリック・ユーイング Patrick Ewing             | パトリック・ユーイング Patrick Ewing             | 96     | 本人役。殿堂入りするほど有名なバスケットボール選手。 |
| ピーターソン                                     | マイケル・グロス                                 | 99     | 精神科医。 演者のグロスはドラマ『ファミリー・タイズ』でマイケルの父親役を務めた俳優。 |
| ジョアン                                         | マーシャ・クロス                                 | 101    | チャーリーの元恋人。 演者は『デスパレートな妻たち』のブリー役で脚光を浴びた。 |
| Dr. ラフリン                                     | ダブス・グリア                                   | 102    | 市長のかかりつけの歯医者。 演者は『グリーンマイル』で老人のポール・エッジコムを演じた。 |
| ネッド                                           | ウィリー・ガーソン                               | 105    | 盲目の男性。 演者は『セックス・アンド・ザ・シティ』でのスタンフォード・ブラッチ役などで知られる。 |
| シンディ                                         | ダコタ・ファニング Hannah Dakota Fanning         | 110    | 孤児院の少女役。 演者は映画『アイ・アム・サム』によって新人賞を総ナメにした名子役。 |
| スコット                                         | ジェイソン・プリーストリー Jason Priestley       | 114    | チャーリーの親友。 演者は『ビバリーヒルズ高校白書』のブランドン役で有名。 |
| ティム                                           | スコット・ウルフ Scott Wolf                      | 120    | ケイトリンのデート相手。SFオタク。 演者は『夕べの星』や『エバーウッド 遥かなるコロラド』に出演。 |
| カーラ                                           | ヴァネッサ・マーシル Vanessa Marcil              | 123    | チャーリーが一時的によりを戻した元カノ。気性が激しい。 演者は『ビバリーヒルズ青春白書』のジーナ役や『ジェネラル・ホスピタル』のブレンダ役で有名。『ザ・ロック』にも出演している。 |
| マイケル・フラハティ                             | マイケル・J・フォックス                          | 124    | 以後数話に連続出演。 |
| シモンズ判事                                     | ファラ・フォーセット Farrah Leni Fawcett         | 124    | 市長の恋人。 演者は「ファラ・カット」と呼ばれる髪型とともに世界的アイドルとなったセクシー女優。ドラマ「チャーリーズ・エンジェル」でも有名。 |
| アリソン                                         | オリヴィア・ダボ Olivia Jane d'Abo               | 125    | マイクの恋人。 演者は『ボレロ 愛欲の日々』で当時15歳にしてヌードを披露したことで有名。『キング・オブ・デストロイヤー/コナンPART2』でのジェナ姫役でも知られている。 |
| ジェニファー・ダンカン Jennifer Duncan           | デニス・リチャーズ Denise Lee Richards           | 125    | 対立候補の選挙参謀。 演者はボンドガール役等で有名なセクシー女優。このドラマをきっかけにチャーリー・シーンと結婚したが、後に離婚。 |
| ミシェル Michelle                                | ロリ・ロックリン Lori Loughlin                   | 128    | カーターの女友達。 演者はドラマ『フルハウス』のレベッカ役として日本でも有名。 |
| ロビン                                           | クィーン・ラティファ Queen Latifah               | 129    | 市長の選挙参謀。予言が出来る。 演者は女性ラッパーの第一人者として知られており、1994年のアルバム『ブラック・レイン(Black reign)』ではグラミー賞も受賞した。俳優としては『シカゴ』でアカデミー賞（助演女優賞）にノミネートされた。 |
| ジェーン・ムーア                                 | ミシェル・フィリップス Michelle Phillips         | 132    | ケイトリンの母親。 演者は1960年代の著名なグループ、ママス&パパスのメンバーとして名声を得た。俳優としては『カリフォルニア・キッド (The California Kid)』や『ビバリーヒルズ青春白書』でバレリー（ティファニー・ティーセン）の母親アビー・マローンを演じている。 |
| ナンシー・ウィーラー Nancy Wheeler               | エリザベス・ミッチェル Elizabeth Mitchell        | 133    | 対立市長候補の妻。 演者はテレビシリーズ『LOST』のジュリエット・バーク役、『V』のエリカ・エヴァンズ役で知られる。 |
| レイ・クロフォード Ray Crawford                  | マーティン・シーン Martin Sheen                  | 137    | チャーリーの父親役で出演。マーティンとチャーリーは実の父子でもある。 |

その他
- アマンダ・ピート
- エイミー・ポーラー
- ガブリエル・マクト
- コナン・オブライエン
- サム・ロバーズ
- サラ・シャヒ
- サン・カン
- C・S・リー
- ゲリー・ベッカー
- ジミー・ファロン
- ジョアンナ・ゴーイング
- ショーン・ウェーレン
- ジョン・フランシス・デイリー
- シンシア・ワトロス
- ダフネ・ズニーガ
- トッド・スタシュウィック
- トム・マッカーシー
- ノエル・ベック
- バリー・コービン
- ボブ・ガントン
- ホルヘ・ガルシア
- ポール・シュルツ
- マーク・バレー
- マイケル・ガストン
- ミロ・オーシャ
- リチャード・ポートナウ
- レナ・ソファー

## 演出・その他
シチュエーション・コメディという近年の日本においてはなじみの薄い手法である。30分構成の中に、3～4分ごとの様々なシチュエーションが用意され、登場人物たちの会話を中心に物語が綴られている。
要所要所に笑い声が挿入されており、視聴者の笑いを誘う。
各エピソードの原題は映画のタイトルをそのまま引用したり、捩っているものが多い。
邦題もそれに合わせて付けられているものがある。

## エピソード
出典:

### シーズン1
- 第1話　スタート！同棲時代
- 第2話　最もセクシーな男
- 第3話　ゴミ戦争
- 第4話　うぬぼれもほどほどに
- 第5話　ライバル
- 第6話　市長の支持率
- 第7話　結婚騒動
- 第8話　勝つのはどっちだ？！
- 第9話　トミー・ドゥーガンをよろしく
- 第10話　感謝祭の戦い
- 第11話　犬たちの午後
- 第12話　恋に悩みはつきもの
- 第13話　失恋
- 第14話　恋の予感
- 第15話　ギャビー旋風
- 第16話　バレンタインの夜に
- 第17話　市長の誕生パーティー
- 第18話　大雪警報
- 第19話　ウソの代償
- 第20話　永遠（とわ）にウソつき...
- 第21話　おたまじゃくしを返せ！
- 第22話　野生のめざめ
- 第23話　招かれざる客
- 第24話　ハートブレイク　マイアミ

### シーズン2
- 第25話　ポールのカッコウの巣の上で
- 第26話　ポルノ・イン・ザ・U．S．A．
- 第27話　完ぺきな彼女？
- 第28話　グッバイガール
- 第29話　昼の大捜査線
- 第30話　市長の『ラジオ・デイズ』
- 第31話　30年目の浮気
- 第32話　メロドラマな人生
- 第33話　ファミリー・ゲーム：パート1
- 第34話　ファミリー・ゲーム：パート2
- 第35話　ひとりぼっちのじゃじゃ馬
- 第36話　34丁目あたりの奇跡
- 第37話　忘れたい年忘れパーティー
- 第38話　ポール・ラシター物語
- 第39話　クイーンを探せ！
- 第40話　おばあちゃんの呪い
- 第41話　バレンタインデーのプロポーズ
- 第42話　渡せない指輪
- 第43話　リバー・ランズ・スルー・ミー
- 第44話　神様からのメッセージ
- 第45話　独身さよならパーティー
- 第46話　恋の相手はマジシャン
- 第47話　求むルームメイト
- 第48話　ポールの結婚式

### シーズン3
- 第49話　ヒーローの条件
- 第50話　ハイディに首ったけ
- 第51話　風と共に去りぬ
- 第52話　ディア・ハンター
- 第53話　或る夜の出来事
- 第54話　スリーメン＆リトルレディ
- 第55話　愛と青春の旅立ち
- 第56話　聖火ランナーを捜せ
- 第57話　ドナーはどなた？
- 第58話　かんしゃく感謝祭
- 第59話　ローカル・ヒーロー
- 第60話　モンキー・ビジネス
- 第61話　タクシー・ドライバー
- 第62話　底抜け市長補佐
- 第63話　シークレット・サービス
- 第64話　背徳の囁き
- 第65話　セクハラ対決
- 第66話　バック・トゥ・ザ・フューチャーPART4・・最後の審判
- 第67話　疑惑の交際
- 第68話　ザッツ・エンターテイメント
- 第69話　マイクの代理父
- 第70話　おかしなカップル
- 第71話　喋れないシンドローム
- 第72話　ウォール街
- 第73話　クラマゲドン　PART1
- 第74話　クラマゲドン　PART2

### シーズン4
- 第75話　ブロンクスでつかまえて
- 第76話　ジャイアント・スピーチ
- 第77話　手口はスパイ大作戦
- 第78話　合格へのスニーカー
- 第79話　市長の傍に座りたい！
- 第80話　いたずらにはいたずらで
- 第81話　市長の華麗なる大討論会
- 第82話　億万長者を埋葬する方法
- 第83話　感謝祭は大騒ぎ
- 第84話　ドアマンは2度ベルを鳴らす
- 第85話　市長のオープン・カー
- 第86話　クリスマスディナーは二人で
- 第87話　パートナー探し
- 第88話　カジノ
- 第89話　バトル！選挙コマーシャル
- 第90話　高齢者のハートをつかめ
- 第91話　親友の恋人
- 第92話　ブタと話す男
- 第93話　市長のイージーライダー
- 第94話　昨日の夜は…
- 第95話　バスに乗らないで
- 第96話　フライング・ハイ
- 第97話　巴里のアメリカ人市長補佐
- 第98話　マイクの禁欲生活
- 第99話　さよならマイク　PART1
- 第100話　さよならマイク　PART2

### シーズン5
- 第101話　ハローチャーリー
- 第102話　スマイルキャンペーン
- 第103話　スペイン語のお勉強
- 第104話　ボーン・コレクター
- 第105話　信仰への目覚め
- 第106話　ブロードウェイと銃弾とバルーン
- 第107話　女友達にご用心
- 第108話　負けたもの勝ち
- 第109話　怒りのハンバーガー
- 第110話　トイ・ストーリー
- 第111話　完ぺき？ポールの寮生活
- 第112話　ヘイ・ジュディス
- 第113話　熱い賭け
- 第114話　チャーリーの青春白書
- 第115話　イメチェン大作戦
- 第116話　トレインストッピング
- 第117話　恋のジェスチャー・ゲーム
- 第118話　大事な決定はトイレで…
- 第119話　マイナーリーグ
- 第120話　“SF”の嵐
- 第121話　美しき兄妹愛
- 第122話　暗闇でドッキリ：パート1
- 第123話　暗闇でドッキリ：パート2

### シーズン6
- 第124話　侵略者　マイク登場！
- 第125話　マンハッタン横町
- 第126話　ワイフ with マイキー
- 第127話　アパートの鍵返します
- 第128話　その男、張り込み中につき
- 第129話　こんにちは赤ちゃん
- 第130話　禁じられた恋
- 第131話　彼女は多趣味
- 第132話　偽装カップル
- 第133話　ファイトでフラフラ
- 第134話　チャイナタウン
- 第135話　愛と青春の仲間たち
- 第136話　オー・マザー！
- 第137話　ラッグズは永遠なり
- 第138話　セックスと嘘とビデオデート
- 第139話　アイズ・ワイド・オープン
- 第140話　クラブでクラクラ
- 第141話　忘れたい過去
- 第142話　揺れる心
- 第143話　ホンネ・トーク
- 第144話　四都物語
- 第145話　カメラは見ていた！

## 日本語版制作スタッフ
- 日本語版制作: 東北新社
- 翻訳: 石山祐子
- 演出: 加藤敏
- 調整: 佐藤弘幸
- 制作: 田村恵

## その他
- 2021年1月現在、日本ではビデオ・DVD・Blu-ray化されていない。